# نويل تورنر (لاعب كريكت)
نويل تورنر (12 مايو 1887 - 13 يونيو 1941) (بالإنجليزية: Noel Turner)‏ هو لاعب كريكت بريطاني (وحمل سابقاً جنسية المملكة المتحدة لبريطانيا العظمى وأيرلندا).